# Nothroctenus marshi
Nothroctenus marshi là một loài nhện trong họ Ctenidae.
Loài này thuộc chi Nothroctenus. Nothroctenus marshi được Frederick Octavius Pickard-Cambridge miêu tả năm 1897.